# Umán (Yucatán)
Umán es una ciudad del noroeste del estado de Yucatán, en México, y cabecera del municipio homónimo. Junto con Kanasín forma parte de la zona metropolitana de Mérida, la capital del estado. Según el Censo de Población y Vivienda 2020 del Instituto Nacional de Estadística y Geografía (INEGI), tiene una población de 56 409 habitantes, con lo cual es la 4.a ciudad más poblada del estado después de Valladolid.

## Toponimia
En idioma maya Umán significa su compra; pero también puede significar: su camino o su caminata.

## Historia
Sobre la fundación de Umán no hay datos exactos. En la época prehispánica formó parte del cacigazco de Ah Canul.
En 1825 Umán pasó a formar parte del Partido del Camino Real Bajo, con cabecera en Hunucmá y en 1881 la población adquirió la categoría de villa, formando parte del denominado partido de Hunucmá.  

### Cronología de hechos históricos
- 1825, Umán perteneció al partido que tenía su cabecera en Hunucmá.
- 1837,  el pueblo de Bolón que hoy forma parte del municipio de Umán, perteneció al partido de Hunucmá.
- 1840,  el pueblo de Bolón pasó a formar parte del municipio de Maxcanú.
- 1878,  el 17 de agosto, según el censo Umán todavía pertenecía a Hunucmá.
- 1881,  el Congreso del Estado erigió en Villa el pueblo de Umán.
- 1991,  Umán es elevada a la categoría de ciudad.

## Medio físico
Extensión
El municipio de Uman es de 234,3 km², representa el 0,54% del territorio estatal y el 3.14 de la zona henequenera. Colinda con los siguientes municipios: al norte con  Ucú-Mérida, al este con Mérida-Abalá, al sur con Abalá-Kopomá y al oeste con Kopomá-Chocholá Samahil-Hunucmá.  
Orografía
La superficie del municipio es plano con llanura de barrera, piso rocoso cementado alto escarpado.  
Clima
El clima en el municipio es cálido y subhumedo con lluvias en verano. La temperatura medial anual es de 26,7 °C y su precipitación pluvial de 65,7 mm, predominando los vientos procedentes del noreste.  
Flora
En cuanto a la flora, en la mayor parte del terreno predomina el monte bajo con vegetación secundaria, cuyas especies más conocidas son: ramón, chaya, tamarindo y flamboyán.  
Fauna
En la fauna, las especies más abundantes que habitan en el municipio son: mamíferos (conejos, venados, armadillos, mapaches, jabalíes) y aves (tzutzuy, chel y chachalaca).  

## Sociedad
Religión
Al año 2000, de acuerdo al citado censo efectuado por el INEGI, la población de 5 años y más, que es católica asciende a 37 093 habitantes, mientras que los no católicos en el mismo rango de edades suman 6526 habitantes. 
Educación
Número de escuelas por nivel educativo, al año 2000, de acuerdo al Anuario Estadístico del Estado de Yucatán, editado por el INEGI:
N.º de Escuelas Nivel Educativo
29 Preescolar
33 Primaria
12 Secundaria
4 Bachillerato
Salud
Según el Anuario Estadístico del Estado de Yucatán, editado por el INEGI, al año 2000 se cuenta con 1 unidad médica del Instituto Mexicano del Seguro  Social (IMSS), esta unidad es de segundo nivel; también cuenta con una unidad atendida por instituciones diversas, esta unidad es de primer  nivel. 
Vivienda
De acuerdo al XII Censo General de Población y Vivienda efectuado por el INEGI, el municipio cuenta al año 2000 con 10,569 viviendas. 
De acuerdo a los resultados que presenta el II Conteo de Población y Vivienda del 2005, en el municipio cuentan con un total de 12,188 viviendas de las cuales 10,291 son particulares. 
Servicios Públicos
Las coberturas de los servicios públicos, de acuerdo al XII Censo General de Población y Vivienda 2000 efectuado por el INEGI, son las siguientes:  
Servicio Cobertura  (%)
Energía Eléctrica 97.13
Agua Entubada  87.65
Drenaje  53.00

## Actividad económica
Población económicamente activa por sector
De acuerdo con cifras al año 2000 presentadas por el INEGI, la población económicamente activa del municipio asciende a 19,369 personas, de las cuales 19,205 se encuentran ocupadas  y se presenta de la siguiente manera: 
- Agricultura, ganadería, caza y pesca:  6.71%
- Minería, petróleo, industria manufacturera, construcción y electricidad:  45.46%
- Comercio, turismo y servicios: 46.79%
- Otros:  1.04%

## Atractivos culturales y turísticos
Monumentos históricos
Arquitectónicos
El exconvento y parroquia de San Francisco de Asís, construido en el siglo XVIII; las capillas a la virgen de Guadalupe, a la virgen de la Candelaria, de Mejorada, de San Marcos, la de la Santa Cruz y la de San Juan de Dios, construidas en el siglo XX; las exhaciendas Yaxcopoil, Xtepén y Hundzity 
Arqueológicos
En la cabecera municipal y en los lugares denominados Bolón, Hotzuc y Kizil se pueden observar vestigios arqueológicos.

## Fiestas, danzas y tradiciones
Fiestas populares
Del 13 al 15 de septiembre se celebran las fiestas en honor al santo Cristo del Amor, donde se realizan gremios y alboradas, feria y bailes populares. Además el carnaval. 
Tradiciones y costumbres
Para las festividades de todos los Santos y fieles difuntos se acostumbra colocar un altar en el lugar principal de la casa; donde se ofrece a los difuntos la comida que más les gustaba y el tradicional Mucbil pollo, acompañado de atole de maíz nuevo, y chocolate batido con agua. En las fiestas regionales los habitantes bailan las jaranas, haciendo competencias entre los participantes.  
Trajes típicos
Por costumbre las mujeres usan sencillo Huipil, con bordados que resaltan el corte cuadrado del cuello y el borde del vestido, se coloca sobre Fustán que es un medio fondo rizado sujeto a la cintura con pretina de la misma tela; calzan sandalias, y para protegerse del sol se cubren con un rebozo. 
Los campesinos sobre todo los ancianos visten pantalón holgado de manta cruda, camiseta abotonada al frente, mandil de cotí y sombrero de paja. Para las vaquerías y fiestas principales las mujeres se engalanan con el Terno, confeccionado con finas telas, encajes y bordados hechos generalmente a mano en punto de cruz. Este se complementa largas cadenas de oro, aretes, rosario de coral o filigrana y rebozo de Santa María. 
Los hombres visten pantalón blanco de corte recto filipina de fina tela, (los ricos llevan en esta prenda botonadura de oro), alpargatas y sombreros de jipijapa, sin faltar el tradicional pañuelo rojo, llamado popularmente paliacate, indispensable al bailar alguna jaranas. 
Artesanías
El urdido de hamacas con hilo de algodón de cáñamo; así como también los bordados hechos a mano o en máquina.  
Gastronomía
Alimentos
Se preparan con masa de maíz carne de puerco, pollo y venado acompañados con salsas picantes a base de chiles habanero y max. Los principales son: fríjol con puerco, chaya con huevo, puchero de gallina, queso relleno, salbutes, panuchos, pipian de venado, papadzules, longaniza, cochinita pibil, joroches, mucbil pollos, pimes y tamales. 
Dulces
Los dulces tradicionales que se elaboran son el de yuca con miel, calabaza melada, camote con coco, cocoyol en almíbar, mazapán de pepita de calabaza, melcocha, arepas, tejocotes en almíbar y dulce de ciricote. 
Bebidas
Las bebidas típicas del municipio son el xtabentun, balché, bebida de anís, pozole con coco, horchata, atole de maíz nuevo y refrescos de frutas de la región.

## Política
El municipio pertenece al 05 distrito federal electoral, adscrito a la 05 Junta Distrital Ejecutiva de Yucatán con sede en Ticul, Yucatán, y al octavo distrito electoral local. 
Cronología de los presidentes municipales
- Juan Montero 1941-1943
- Castulo Montero S. 1943-1945
- Miguel E. Dogre F. 1945-1946
- Máximo Rodríguez R. 1950-1952
- Manuel González Ruiz 1953-1955
- Gustavo Montero Quintal 1956-1958
- Gonzalo Dzul Chan 1959-1961
- Maximiliano Martín 1962-1964
- Augusto Orozco Montalvo 1965-1967
- Luis Gonzalo López 1968-1970
- René González González 1971-1973
- Gerardo A. Duran Díaz 1974-1975
- Juan González Rosado 1976-1978
- Carlos Quintal Duran 1979-1981
- Juan Carrillo Paredes 1982-1984
- Wiliam Manuel Quintal Montero 1985-1987
- Carlos Castillo Solís 1988-1991
- Minerva Rodríguez Paredes 1991-1993
- William Manuel Quintal Montero 1994-1995
- Gregorio Ernesto Montero Martín 1995-1998
- Jesús Adrián Quintal Ic 1998-2001
- Raúl Alberto Ruiz Ortiz 2001-2004
- Martín Enrique Castillo Ruz 2004-2007
- William Manuel Quintal López 2007-2010
- José Javier Castillo Ruz 2010-2012
- Jesús Adrián Quintal Ic 2012-2015
- Freddy Ruz Guzmán 2015-2018 y 2018-2021
- Gaspar Ventura Cisneros Polanco (2021-2024)

## Galería

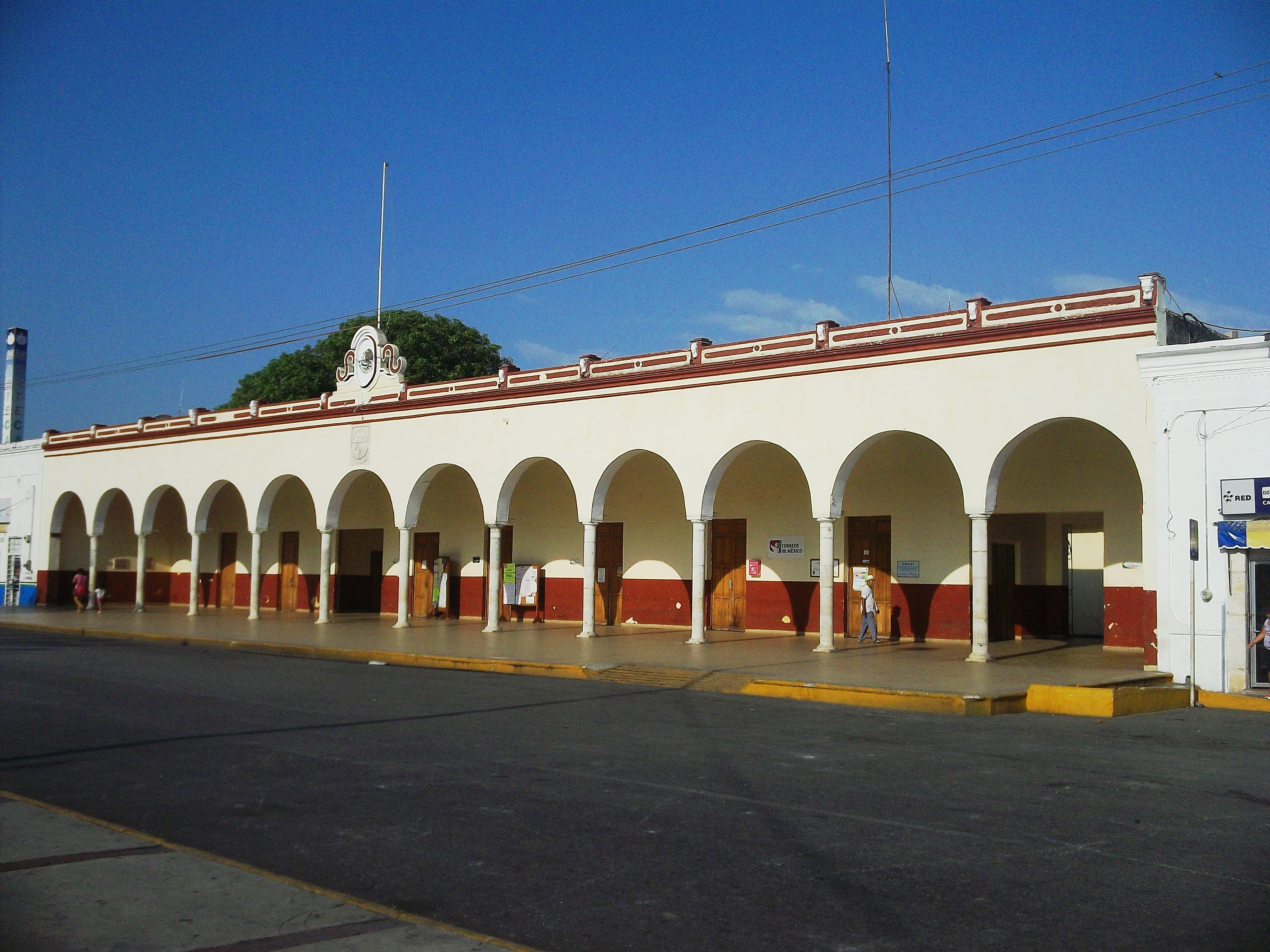
Palacio municipal de Umán.
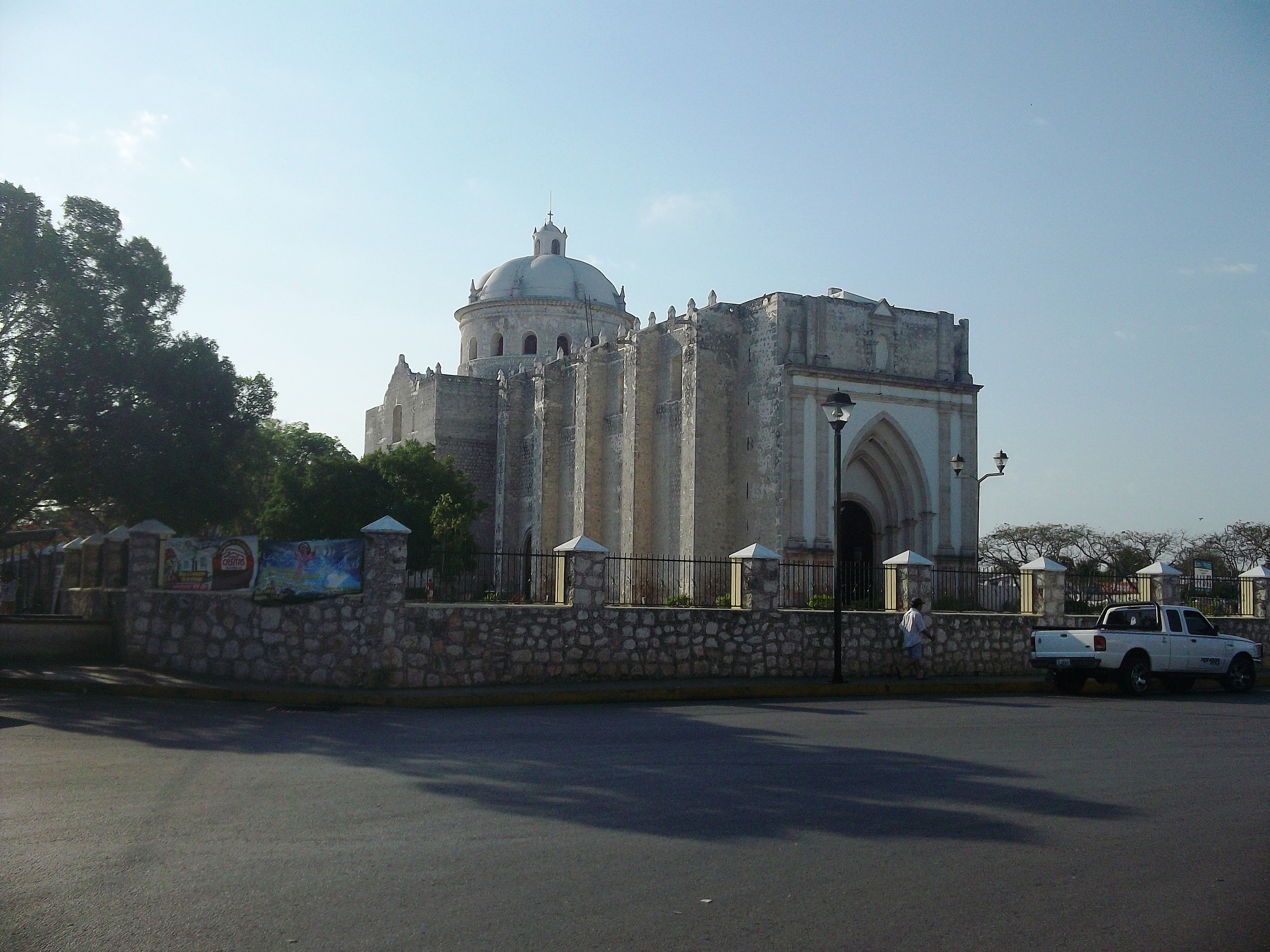
Iglesia principal de Umán.
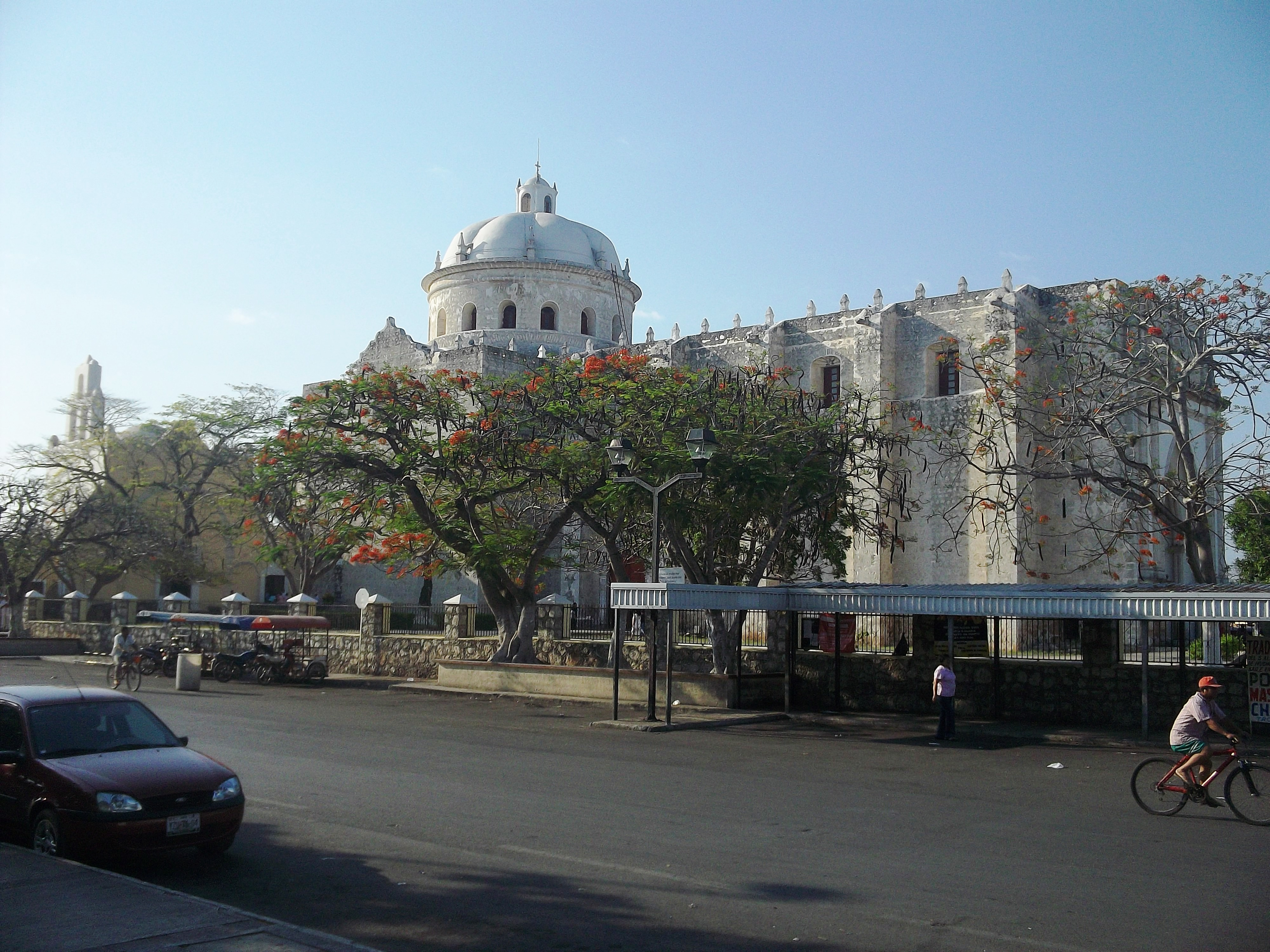
Iglesia principal de Umán.
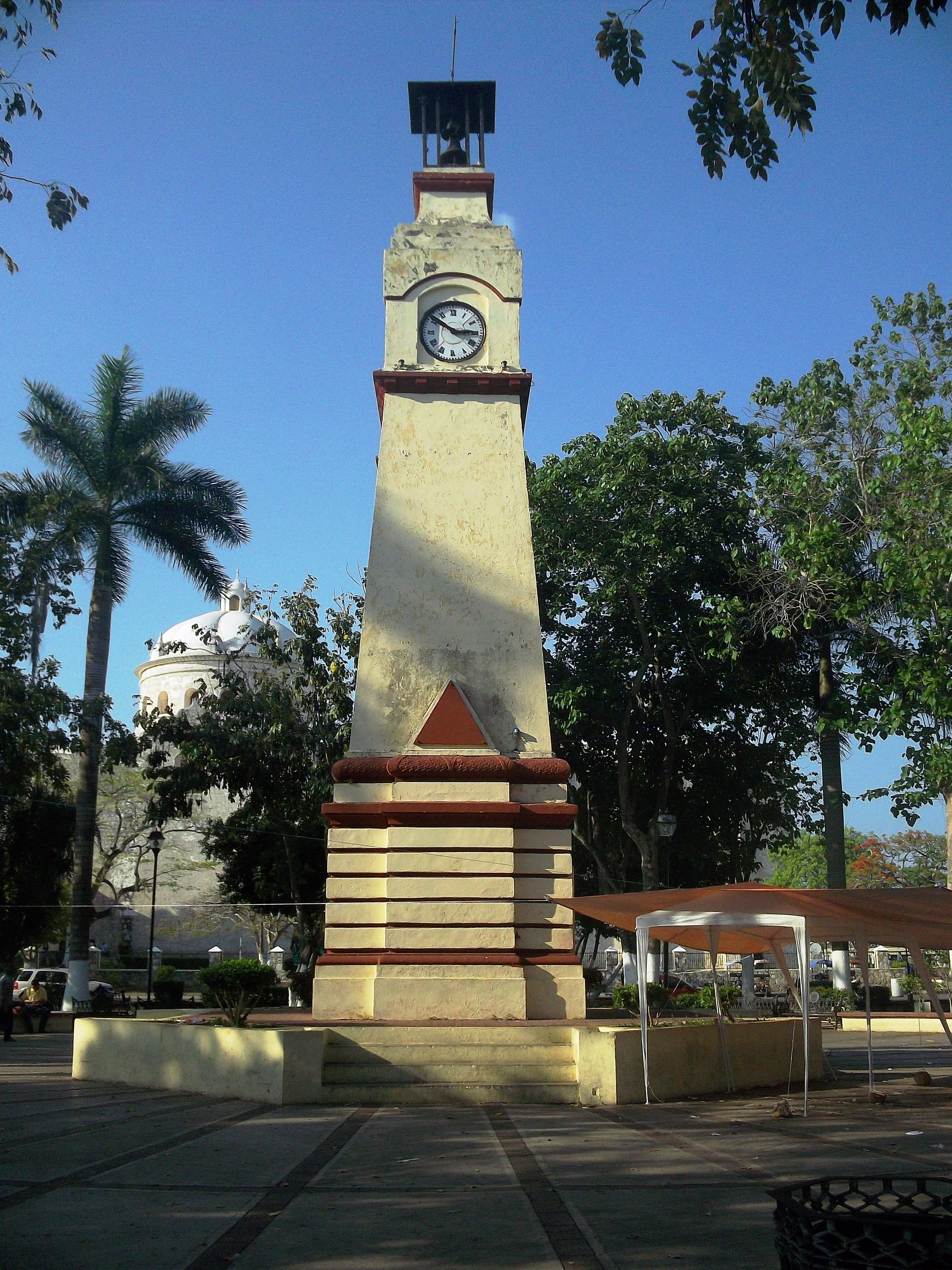
Parque principal de Umán.
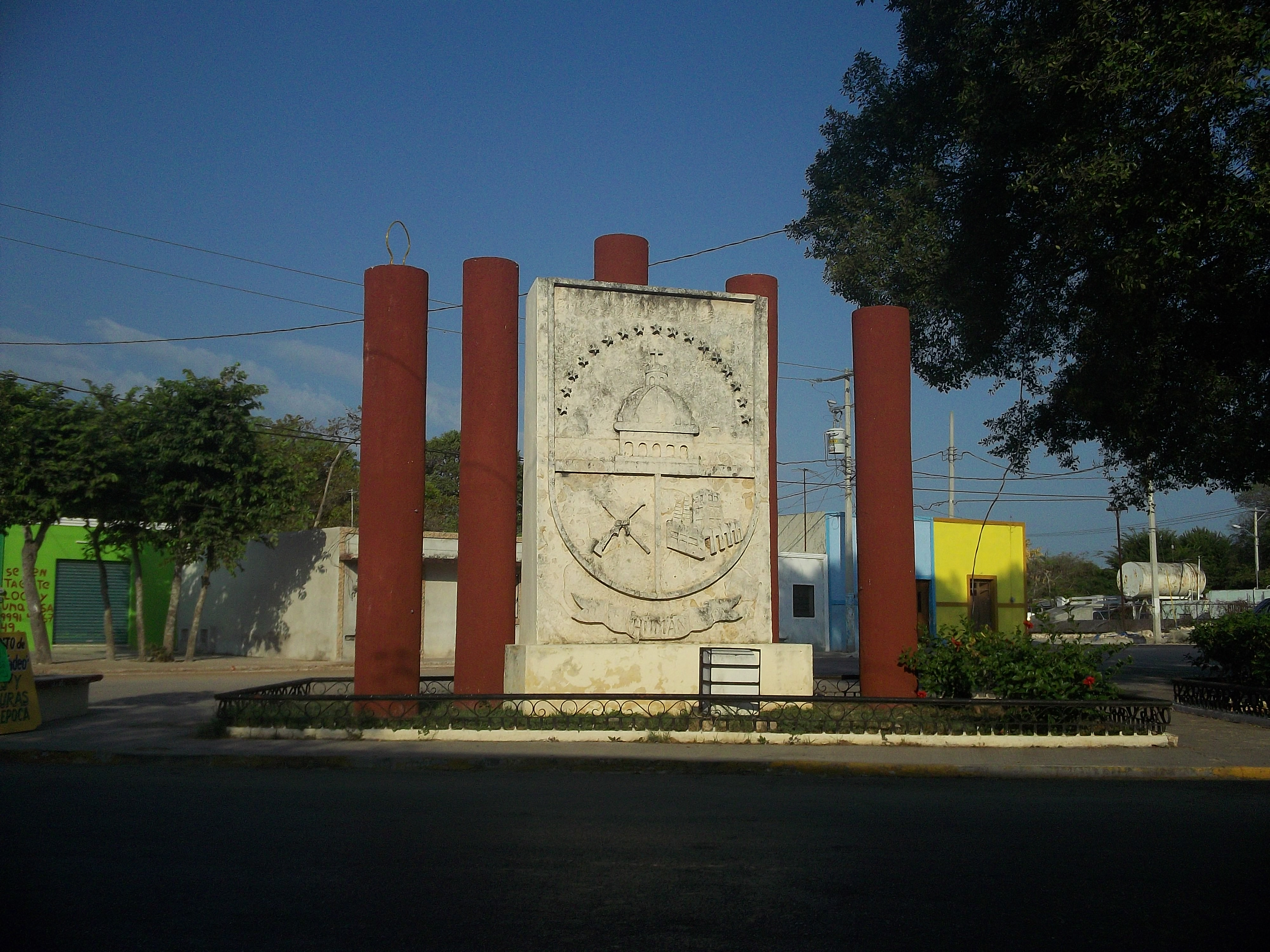
Escudo del municipio en un parque.
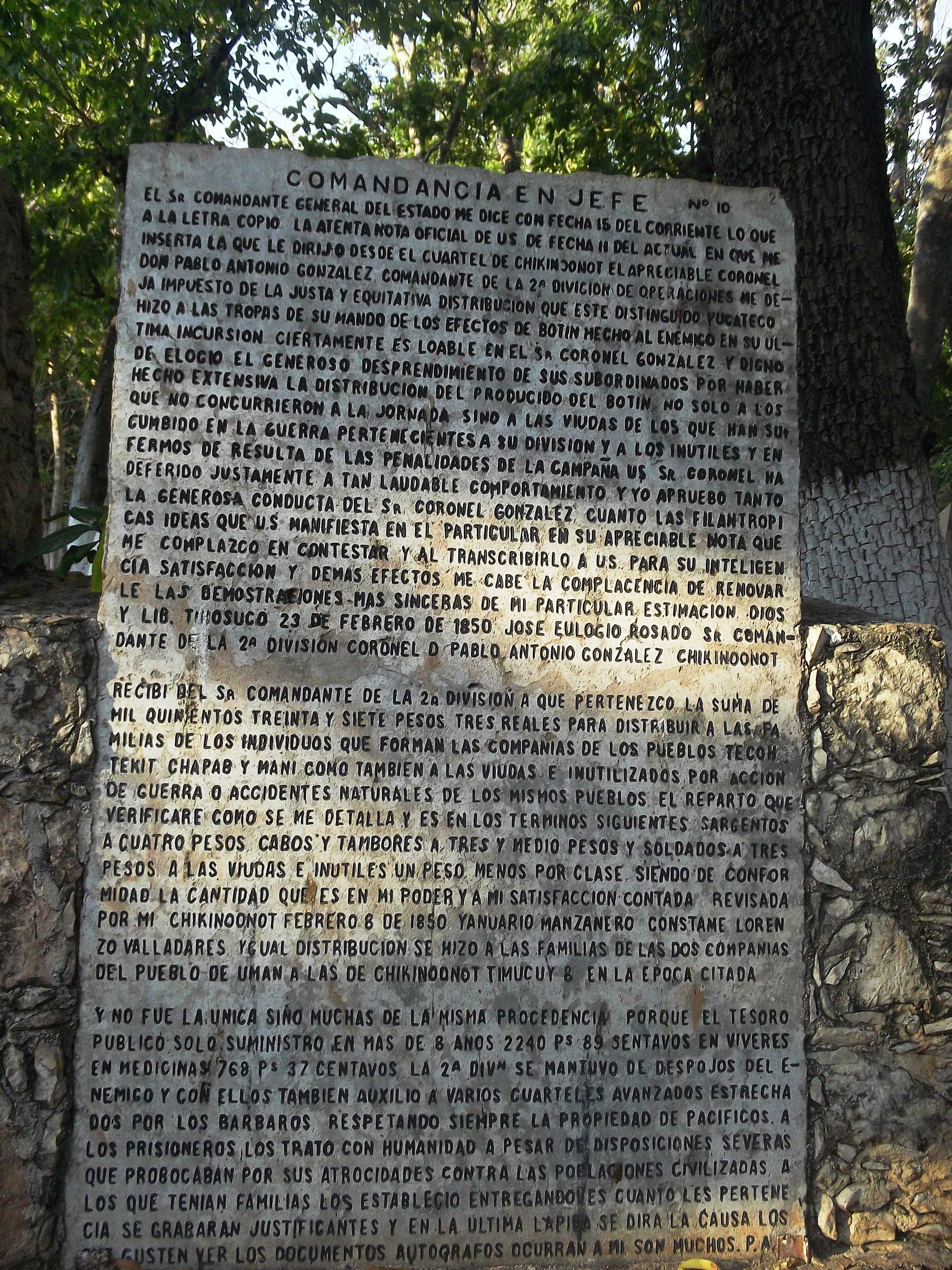
Piedra grabada que narra un episodio de la Guerra de Castas ocurrido en Umán (UMAN).